# مقاطعة شيربورني (مينيسوتا)
مقاطعة شيربورني (بالإنجليزية: Sherburne County)‏ هي إحدى مقاطعات ولاية مينيسوتا في الولايات المتحدة الأمريكية.